# James Woodgate
James Woodgate, född 29 maj 2002, är en brittisk bågskytt. Han deltog vid olympiska sommarspelen 2020.